# Seleção olímpica de futebol da França
A Seleção Francesa de Futebol Olímpico, conhecida também como Seleção Francesa de Futebol Sub-23, representa a França em competições de futebol nos Jogos Olímpicos . Está em ativa desde 1900, e sua primeira competição foi no mesmo ano . O futebol olímpico era originalmente um esporte amador e, como a seleção francesa pré-Segunda Guerra Mundial também era amadora, pôde enviar uma equipe para os jogos. As regras sobre o amadorismo foram flexibilizadas na década de 1980, o que permitiu à França algum sucesso, notavelmente, a conquista de uma medalha de ouro em 1984 . Desde 1992, o torneio é disputado por equipes sub-23, tornando a qualificação olímpica da França dependente dos resultados da seleção sub-21 . Somente em 2020 os franceses voltaram aos palcos olímpicos após uma ausência de 24 anos.

## Resultados e jogos
Legenda
  Vitória
  Empate
  Derrota
  Invalidados ou Adiados
  Jogo
| 22 de março | França | 3-2       | Ivory Coast  | Châteauroux, France         |  |
|             |        | Relatório | {{{golos2}}} | Estádio: Stade Gaston-Petit |  |

## Jogadores

### Seleção atual
Os seguintes jogadores foram convocados para os Jogos Olímpicos de 2024, incluindo três jogadores maiores de idade, Alexandre Lacazette, Loïc Badé e Jean-Philippe Mateta . 
Nota: Os nomes em itálico indicam jogadores que jogaram pela seleção principal.
Jogos e gols a partir de 2 de agosto de 2024, após a partida da equipe contra</img> Argentina .

### Convocações recentes
Os seguintes jogadores também foram convocados para a seleção olímpica da França e permanecem elegíveis:

## Registro dos Jogos Olímpicos
Desde os Jogos Olímpicos de Verão de 1992, as equipes são compostas por jogadores sub-23, com a possibilidade de ser selecionados três jogadores com mais de 23 anos. Os Jogos Olímpicos de Verão de 1960 marcaram o momento em que a FIFA não considera mais que os jogos olímpicos sejam disputados por seleções nacionais A. Antes dos Jogos Olímpicos de Verão de 1984, apenas futebolistas amadores podiam participar. Na verdade, alguns países haviam colocado em campo times muito semelhantes aos times A, já que seus jogadores já eram considerados amadores.

## Histórico de técnicos
- Federação Francesa de Futebol: 1900 – Paris e 1908 – Londres
- Fred Pentland: 1920 – Bruxelas
- Charles Griffiths: 1924 – Paris
- Peter Farmer: 1928 – Amsterdã
- FFF Committee: 1948 – Londres & 1952 – Helsinki
- Jean Rigal: 1960 – Roma
- André Grillon: 1968 – Cidade do México
- Gaby Robert: 1976 – Montreal
- Henri Michel: 1984 – Los Angeles
- Raymond Domenech: 1996 – Atlanta
- Sylvain Ripoll: 2020 – Tokyo
- Thierry Henry: 2024 – Paris

## Links externos
- Website oficial